# 维尼奥内 (吉伦特省)
维尼奥内（法語：Vignonet，法語發音：[viɲɔnɛ]）是法国吉伦特省的一个市镇，属于利布尔讷区。

## 地理
维尼奥内（44°50'46"N, 0°8'47"W）面积4.15 平方千米，位于法国新阿基坦大区吉倫特省，该省份为法国西南部沿海省份，是法國本土面积最大的省，北起滨海夏朗德省，西临大西洋，南至朗德省，东南接洛特-加龍省，东临多爾多涅省。
与维尼奥内接壤的市镇（或旧市镇、城区）包括：卡巴拉、圣埃米利永、圣洛朗德孔布、圣佩达尔芒、圣叙尔皮斯-德法莱朗、圣泰尔。

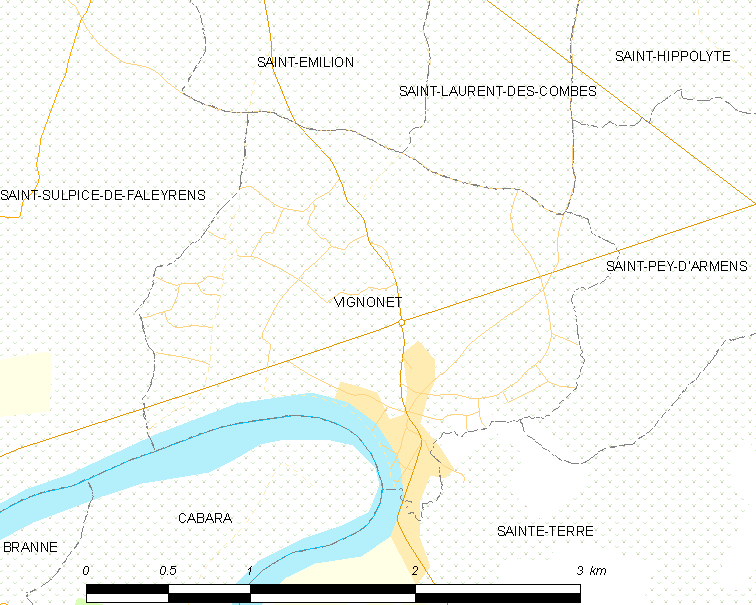
的OSM定位图

维尼奥内的时区为UTC+01:00、UTC+02:00（夏令时）。

## 行政
维尼奥内的邮政编码为33330，INSEE市镇编码为33546。

## 政治
维尼奥内所属的省级选区为多尔多涅山丘县。

## 人口

1962-2008年间人口变化图示

维尼奥内于2022年1月1日时的人口数量为483人。